# Tonnay-Charente
Tonnay-Charente és un municipi francès situat al departament del Charente Marítim i a la regió de la Nova Aquitània. L'any 2007 tenia 7.434 habitants.

## Demografia

### Població
El 2007 la població de fet de Tonnay-Charente era de 7.434 persones. Hi havia 3.102 famílies de les quals 848 eren unipersonals (345 homes vivint sols i 503 dones vivint soles), 1.082 parelles sense fills, 900 parelles amb fills i 272 famílies monoparentals amb fills.
La població ha evolucionat segons el següent gràfic:
Habitants censats

### Habitatges
El 2007 hi havia 3.450 habitatges, 3.154 eren l'habitatge principal de la família, 45 eren segones residències i 251 estaven desocupats. 2.808 eren cases i 615 eren apartaments. Dels 3.154 habitatges principals, 2.191 estaven ocupats pels seus propietaris, 873 estaven llogats i ocupats pels llogaters i 89 estaven cedits a títol gratuït; 57 tenien una cambra, 189 en tenien dues, 462 en tenien tres, 1.066 en tenien quatre i 1.380 en tenien cinc o més. 2.332 habitatges disposaven pel capbaix d'una plaça de pàrquing. A 1.556 habitatges hi havia un automòbil i a 1.201 n'hi havia dos o més.

### Piràmide de població
La piràmide de població per edats i sexe el 2009 era:
| Homes | Edats   | Dones |
| ----- | ------- | ----- |
| 4     | 95 o +  | 16    |
| 4     | 90 a 94 | 52    |
| 52    | 85 a 89 | 40    |
| 60    | 80 a 84 | 92    |
| 120   | 75 a 79 | 152   |
| 180   | 70 a 74 | 172   |
| 172   | 65 a 69 | 176   |
| 156   | 60 a 64 | 164   |
| 168   | 55 a 59 | 212   |
| 160   | 50 a 54 | 192   |
| 260   | 45 a 49 | 280   |
| 268   | 40 a 44 | 280   |
| 280   | 35 a 39 | 272   |
| 188   | 30 a 34 | 168   |
| 160   | 25 a 29 | 152   |
| 148   | 20 a 24 | 136   |
| 236   | 15 a 19 | 272   |
| 260   | 10 a 14 | 272   |
| 224   | 5 a 9   | 160   |
| 140   | 0 a 4   | 112   |

## Economia
El 2007 la població en edat de treballar era de 4.621 persones, 3.352 eren actives i 1.269 eren inactives. De les 3.352 persones actives 2.923 estaven ocupades (1.575 homes i 1.348 dones) i 428 estaven aturades (181 homes i 247 dones). De les 1.269 persones inactives 421 estaven jubilades, 384 estaven estudiant i 464 estaven classificades com a «altres inactius».

### Ingressos
El 2009 a Tonnay-Charente hi havia 3.337 unitats fiscals que integraven 7.611,5 persones, la mediana anual d'ingressos fiscals per persona era de 16.521 €.

### Activitats econòmiques
Dels 363 establiments que hi havia el 2007, 3 eren d'empreses extractives, 10 d'empreses alimentàries, 1 d'una empresa de fabricació de material elèctric, 1 d'una empresa de fabricació d'elements pel transport, 14 d'empreses de fabricació d'altres productes industrials, 45 d'empreses de construcció, 109 d'empreses de comerç i reparació d'automòbils, 15 d'empreses de transport, 13 d'empreses d'hostatgeria i restauració, 1 d'una empresa d'informació i comunicació, 15 d'empreses financeres, 23 d'empreses immobiliàries, 26 d'empreses de serveis, 43 d'entitats de l'administració pública i 44 d'empreses classificades com a «altres activitats de serveis».
Dels 89 establiments de servei als particulars que hi havia el 2009, 1 era una oficina d'administració d'Hisenda pública, 1 oficina de correu, 3 oficines bancàries, 2 funeràries, 17 tallers de reparació d'automòbils i de material agrícola, 1 taller d'inspecció tècnica de vehicles, 3 autoescoles, 8 paletes, 7 guixaires pintors, 4 fusteries, 8 lampisteries, 5 electricistes, 4 empreses de construcció, 10 perruqueries, 1 veterinari, 7 restaurants, 3 agències immobiliàries, 2 tintoreries i 2 salons de bellesa.
Dels 34 establiments comercials que hi havia el 2009, 2 eren supermercats, 1 una gran superfície de material de bricolatge, 1 una botiga de més de 120 m², 1 una botiga de menys de 120 m², 8 fleques, 3 carnisseries, 1 una peixateria, 1 una llibreria, 4 botigues de roba, 1 una botiga d'equipament de la llar, 2 sabateries, 4 botigues de mobles, 1 una botiga de material esportiu, 1 un drogueria, 1 una joieria i 2 floristeries.
L'any 2000 a Tonnay-Charente hi havia 48 explotacions agrícoles que ocupaven un total de 2.184 hectàrees.

## Equipaments sanitaris i escolars
El 2009 hi havia 3 farmàcies i 1 ambulància.
El 2009 hi havia 2 escoles maternals i 2 escoles elementals. Tonnay-Charente disposava d'un col·legi d'educació secundària amb 438 alumnes.

## Poblacions més properes
El següent diagrama mostra les poblacions més properes.